# Empresa Baiana de Águas e Saneamento
A Empresa Baiana de Águas e Saneamento S.A. (Embasa) é uma empresa brasileira concessionária de serviços de saneamento básico de quase todo o estado da Bahia e pertencente ao governo estadual, seu acionista majoritário, detendo 99,70% do capital total da companhia.
A empresa é a principal executora das ações em todo o estado, atendendo 368 municípios, cerca de 9,97 milhões de pessoas, com abastecimento de água e 118 municípios, cerca de 4,69 milhões de pessoas, com esgotamento sanitário.

## História
A Lei Estadual n° 2.929, de 11 de maio de 1971, criou a Empresa Baiana de Águas e Saneamento S.A (Embasa). A empresa nasceu quando foi dado início ao saneamento básico no Brasil, com o objetivo de viabilizar ações estabelecidas pelo Planasa – Plano Nacional de Saneamento. O Plano previa a implantação de um órgão em cada estado que concentrasse as ações na área do saneamento. Essa foi a primeira iniciativa na tentativa de fornecer serviços de água e esgoto nas principais cidades do país.
Nesse período, menos da metade da população das zonas urbanas tinham acesso à serviços de fornecimento de água, e cerca de 25% dispunham de sistemas de esgotamento sanitário. Os principais entraves para o fornecimento dos serviços era a ausência de recursos financeiros, falta de planejamento e a grande burocracia a ser enfrentada.
Inicialmente foi designado papel da Embasa, construir, ampliar, elaborar projetos e reformar os diversos sistemas de abastecimento de água e esgoto sanitário em todo o território da Bahia, enquanto cabia a Companhia Metropolitana de Água e Esgoto (COMAE) e Companhia do Saneamento do Estado da Bahia (COSEB) ficarem responsáveis, respectivamente, dos sistemas de Salvador e da Região Metropolitana e do interior baiano. Em 1975, as companhias Comae e Coseb foram extintas e todos os seus serviços foram designados à Embasa. A empresa buscava capacitar-se para convênios com o extinto Banco Nacional de Habitação (BNH), na busca por captação de recursos.
Alguns programas de obras foram implantados pouco antes da inauguração da Embasa, na tentativa de aumentar a produção de água. Dentre eles, destacam-se: a construção de barragens (Joanes II e Ipitanga III), centros de reservação (Cabula, Duna Grande e Águas Claras), construção da adutora Bolandeira, no bairro do Cabula, implantação de abastecimento de água no Subúrbio Ferroviário e construção da Estação de Tratamento de Água Theodoro Sampaio.
Em 1976 e 1986 foram ampliadas as estações Vieira de Mello e Theodoro Sampaio e foi implantada mais uma adutora, a Joanes I, com uma tubulação de aço carbono e também o sistema Santa Helena, cuja barragem cedeu em 1985 devido chuvas intensas.

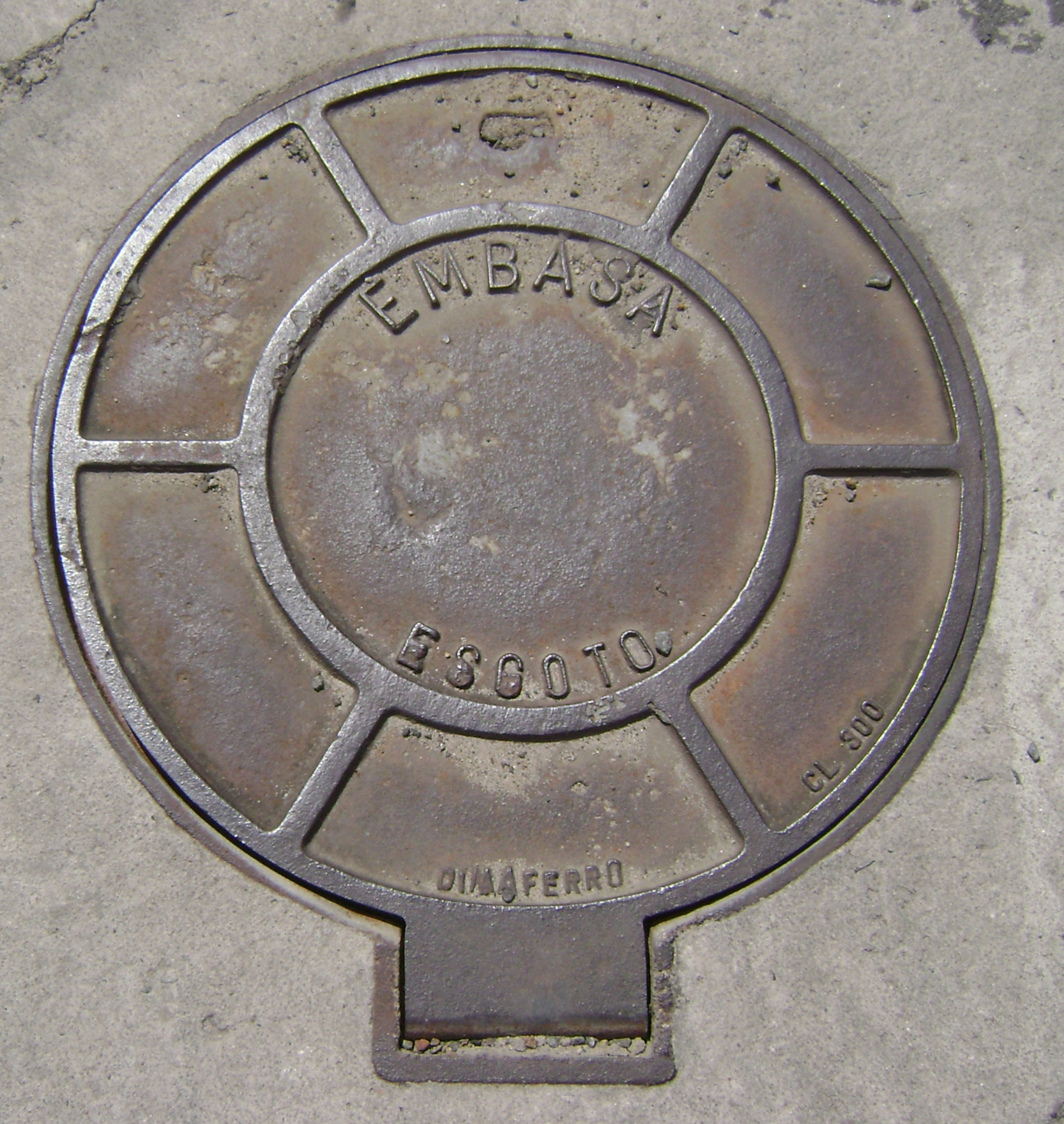
Poço de visita da companhia em Feira de Santana.

A construção da Pedra do Cavalo e implantação da Estação de Tratamento de Água principal reforçou o fornecimento de água na cidade de Salvador, tornando o abastecimento regular. Em 1999, o Governo Estadual reconstruiu a Barragem de Santa Helena, devido à grande capacidade do Rio Jacuípe. Esta mesma barragem, até hoje, se caracteriza como uma das principais reservas de abastecimento de água da capital baiana.
Em 1992, a empresa assinou um contrato com o Programa de Modernização do Setor de Saneamento – PMSS – através do Banco Mundial, dando início ao seu desenvolvimento empresarial. A partir desse momento a empresa passou a contar com novas tecnologias.
O programa Bahia Azul, executado pela Embasa, proporcionou a implantação de redes de esgotamento sanitário na cidade de Salvador e em mais dez cidades do entorno da baía de Todos os Santos.
Em 2007, o foco da empresa passou a ser captadora de recursos do Programa de Aceleração do Crescimento - PAC Saneamento - através do programa Água Para Todos. Desde então executou importantes obras de melhoria, implantação e ampliação de sistemas de abastecimento de água e esgotamento sanitário em todo o Estado.

## Crescimento no mercado
Como resultado de investimentos na qualidade de vida da população, hoje, a Embasa está classificada, segundo o Instituto Miguel Calmon de Estudos Sociais e Econômicos (IMIC), como a segunda entre as empresas de concessões públicas do Estado da Bahia; entre todas as empresas baianas, a Embasa está na 13º colocação e entre as 5 mil maiores empresas do Brasil, ocupa o 253º lugar.
O Laboratório Central da Embasa, certificado pela ISO 9001:2000, em 2005, obteve o melhor desempenho, nas análises de pH e Fósforo Total, entre 62 laboratórios públicos, privados e de universidades e instituições metrológicas de vários estados brasileiros e da Argentina.

## Educação ambiental
Sabendo que é através do conhecimento que a população mantém uma postura mais racional em relação ao uso da água e disposição dos esgotos domésticos, a Embasa promove, na capital e interior do estado, palestras, cursos de capacitação para multiplicadores, visitas a Estações de Tratamento, Gincanas Ecológicas, entre outras ações. Além disso, o público-alvo tem acesso a um completo acervo de cartilhas e panfletos informativos produzidos através de ilustrações e linguagem didática para melhor entendimento dos leitores.

## Museu Arqueológico da Embasa
A Embasa mantém um museu sobre o acervo de peças encontradas onde a empresa executou obras de abastecimento de água e esgotamento sanitário. Inaugurada em 29 de maio de 2006, está localizado na Rua Saldanha Marinho, no bairro da Caixa d'Água. As pesquisas arqueológicas começaram em 1996 e entre as peças reconstituídas e em exposição estão balas de canhão, sifão em porcelana, pilões e machados de pedras pré-históricos e roca ou roda de fiar, xilo-fósseis, moedas, moenda de cana-de-açúcar e ralador de mandioca, dentre outros.

## Críticas
A Embasa vem sendo acusada de rendimentos abaixo da média nacional para o saneamento e abastecimento de água de Salvador, sendo que a tarifa é equivalente ou superior a que é cobrada nos demais estados no país. Além da Embasa perder 45% da água que produz, o que equivale a 150 piscinas olímpicas desperdiçadas por dia. Diante disso, o município pleiteou a transferência da responsabilidade de regular e fiscalizar o abastecimento de água e o esgotamento sanitário – que é feito pelo governo estadual por meio da Agência Reguladora de Saneamento Básico (Agersa) – cabendo a fiscalização e regulação feitas por uma agência municipal, a Agência Reguladora e Fiscalizadora dos Serviços Públicos de Salvador (Arsal).
A Embasa afirmou que a criação de uma agência reguladora municipal é inconstitucional, pois se trataria de um serviço integrado de abastecimento de água, o que segundo o Supremo Tribunal Federal (STF), nas regiões metropolitanas a competência para definir o prestador regulador é do órgão metropolitano, composto por todos os municípios integrantes da região metropolitana mais o Estado.